# Institut de Física Solar
L'Institut de Física Solar (en suec Institutet för solfysik) és un institut d'investigació suec. Funciona com un institut independent, sota els auspicis de la Reial Acadèmia Sueca de Ciències, però associat amb la Universitat d'Estocolm a través de l'Observatori d'Estocolm.
L'institut va ser creat per primera vegada com l'Estació de Recerca d'Astrofísica el 1951 a l'illa de Capri, Itàlia. Al voltant de 1980 l'estació es va traslladar a La Palma a les Illes Canàries. La nova estació està situada dins de l'Observatori Espanyol-Internacional del Roque de los Muchachos. Aviat es va fer evident que el clima astronòmic superior a La Palma va demanar un telescopi solar de primera classe. El Swedish Vacuum Solar Telescope de 47,5 cm, va ser erigit el 1985.
Aquest telescopi va ser retirat de la torre el 28 d'agost 2000, després de gairebé 15 anys d'operacions reeixides. S'obtindrà una nova vida al Chabot Space and Science Center a Oakland, (EUA). El Swedish Vacuum Solar Telescope ha estat reemplaçat amb el Telescopi Solar Swedish 1-m, que té el doble de gran diàmetre de l'obertura.